# Konwencja Konstytucyjna

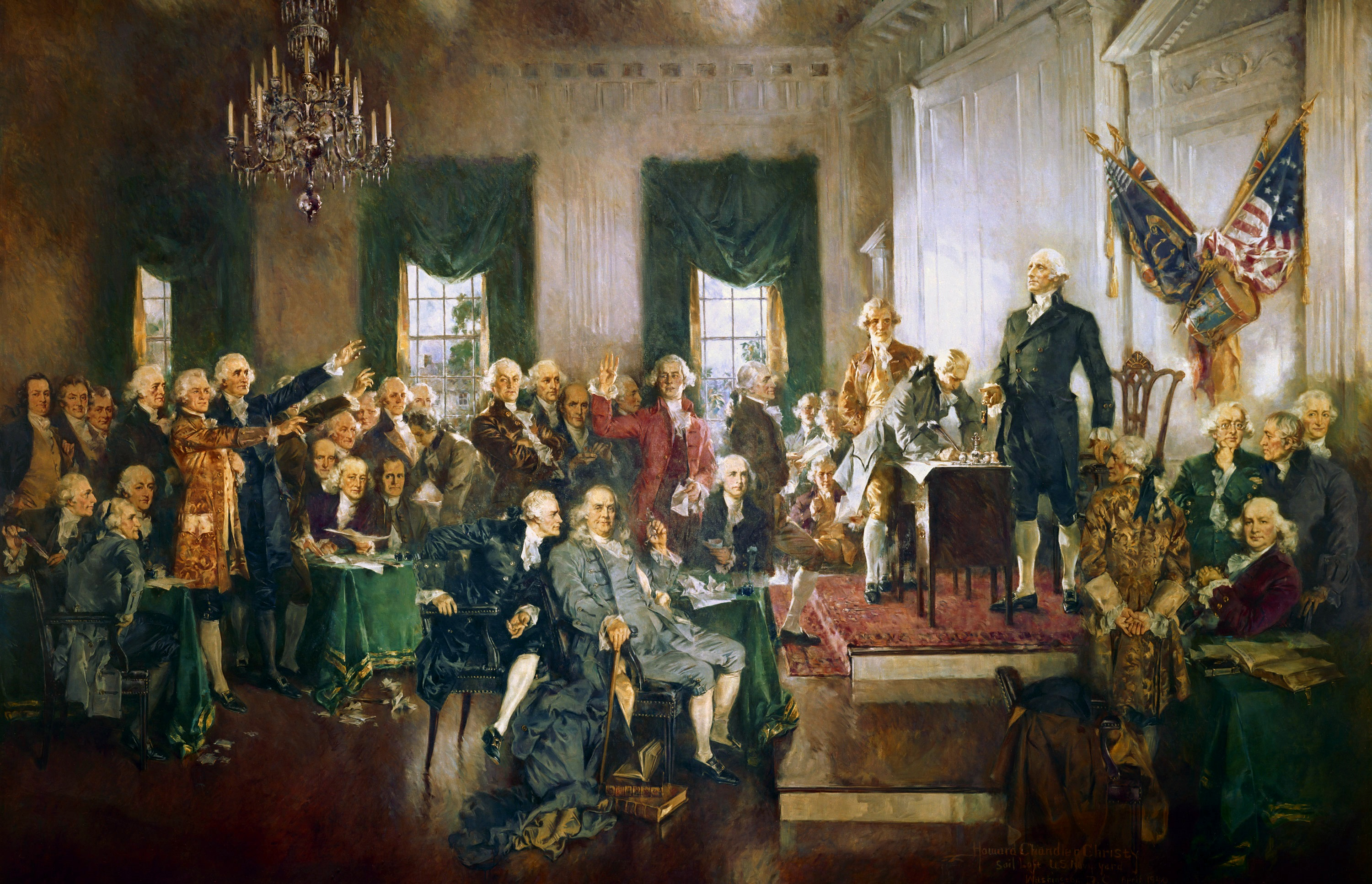
Scena podpisania Konstytucji

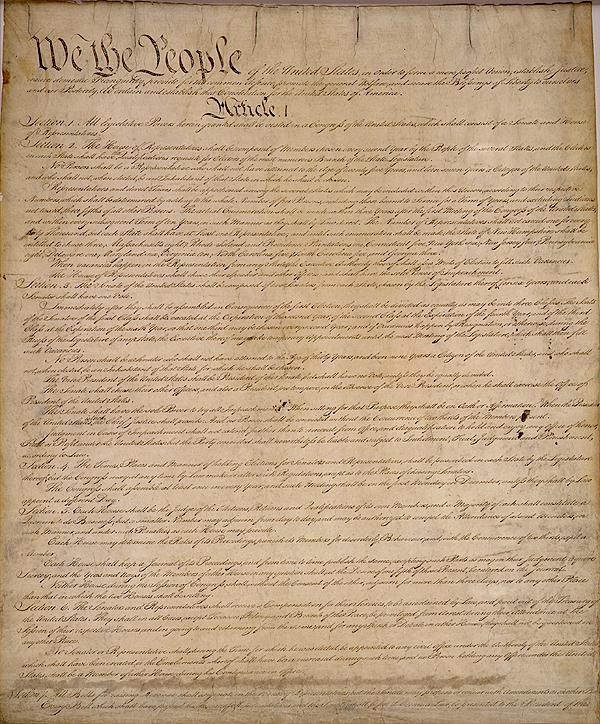
Konstytucja Stanów Zjednoczonych

Konwencja Konstytucyjna także Konwencja Filadelfijska (ang. Constitutional Convention) – wydarzenie w historii Stanów Zjednoczonych, mające na celu opracowanie Konstytucji USA, zastępującej dotychczasowe Artykuły Konfederacji. Jej obrady trwały od 25 maja do 17 września 1787 roku w Filadelfii.

## Historia powołania
Po zakończeniu wojny o niepodległość Stanów Zjednoczonych w 1783, Zjednoczone Kolonie formalnie pozostawały luźno związanymi trzynastoma państwami. Od czasu sygnowania Deklaracji Niepodległości i uchwaleniu Artykułów Konfederacji w 1781 pozostawały one pod władzą II Kongresu Kontynentalnego zwanego Kongresem Konfederacyjnym. Nie miał on jednak władzy federalnej, która mogła podejmować decyzje w sprawie nałożenia podatków, przez co nie był w stanie wypełnić swoich zobowiązań finansowych. Do prerogatyw Kongresu nie należało także nakładanie sankcji na państwa europejskie, w celu wyegzekwowania rekompensat za restrykcje wobec Kolonii. Te słabości spowodowały kryzys „rządu federalnego”, a w konsekwencji zrodziły potrzebę zmodyfikowania Artykułów Konfederacji, a sam okres pomiędzy 1783 a 1789 rokiem nazywany jest „Okresem Krytycznym”. Dzięki spotkaniu delegatów stanów Maryland i Wirginia, w którym udział wzięli George Washington i James Madison, ustalono zwołanie spotkania w Annapolis. Konwencja odbyła się jesienią 1786 i przybyli na nią reprezentanci pięciu stanów: Wirginia, Delaware, Nowy Jork, New Jersey i Pensylwania. Pomimo że delegaci zgadzali się na umocnienie Artykułów Konfederacji, Konwencja byłą zbyt mało reprezentatywna, aby podjąć wiążące działania.
Jeszcze przed spotkaniem w Annapolis – latem 1786 w Massachusetts wybuchło powstanie, na którego czele stanął Daniel Shays – oficer z czasów wojny o niepodległość. Rebelia zrodziła się w wyniku sprzeciwu farmerów wobec wysokiego opodatkowania i braku ulg podatkowych (w celu spłacenia stanowego długu wewnętrznego). Powstanie zostało stłumione na początku 1787, jednak skłoniło ono Kongres Kontynentalny do zwołania Konwencji mającej dopracować Artykuły Konfederacji lub napisać nowy dokument – Konstytucję.

## Delegaci

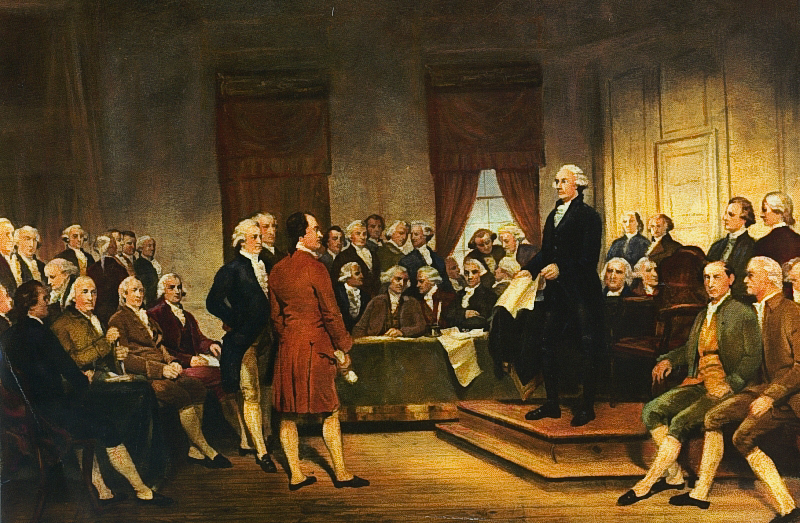
Washington przed delegatami Konwencji

Na Konwencję Zjednoczone Kolonie powołały łącznie 70 kandydatów . Część z nich jednak odmówiła udziału lub nie zdołała dotrzeć, więc w Konwencji wzięło udział 55 delegatów . 39 osób było sygnatariuszami powstałej Konstytucji . Spośród trzynastu kolonii, jedynie stan Rhode Island nie przysłał na Konwencję żadnego swojego przedstawiciela .
Lista delegatów :

Connecticut:
- Oliver Ellsworth
- William Samuel Johnson
- Roger Sherman

Delaware:
- Richard Bassett
- Gunning Bedford Jr.
- Jacob Broom
- John Dickinson
- George Read

Georgia:
- Abraham Baldwin
- William Few
- William Houston
- William Pierce

Karolina Południowa:
- Pierce Butler
- Charles Cotesworth Pinckney
- Charles Pinckney
- John Rutledge

Karolina Północna:
- William Blount
- William Davie
- Richard Dobbs Spaight
- Alexander Martin
- Hugh Williamson

Maryland:
- Daniel Carroll
- Luther Martin
- James McHenry
- John Francis Mercer
- Daniel of St. Thomas Jenifer

Massachusetts:
- Elbridge Gerry
- Nathaniel Gorham
- Rufus King
- Caleb Strong

New Hampshire:
- Nicholas Gilman
- John Langdon

New Jersey:
- David Brearly
- Jonathan Dayton
- William Houston
- William Livingston
- William Paterson

Nowy Jork:
- Alexander Hamilton
- John Lansing
- Robert Yates

Pensylwania:
- George Clymer
- Thomas Fitzsimons
- Benjamin Franklin
- Jared Ingersoll
- Thomas Mifflin
- Robert Morris
- Gouverneur Morris
- James Wilson

Wirginia:
- John Blair
- James Madison
- George Mason
- James McClurg
- Edmund Jenings Randolph
- George Washington
- George Wythe

## Opracowanie Konstytucji

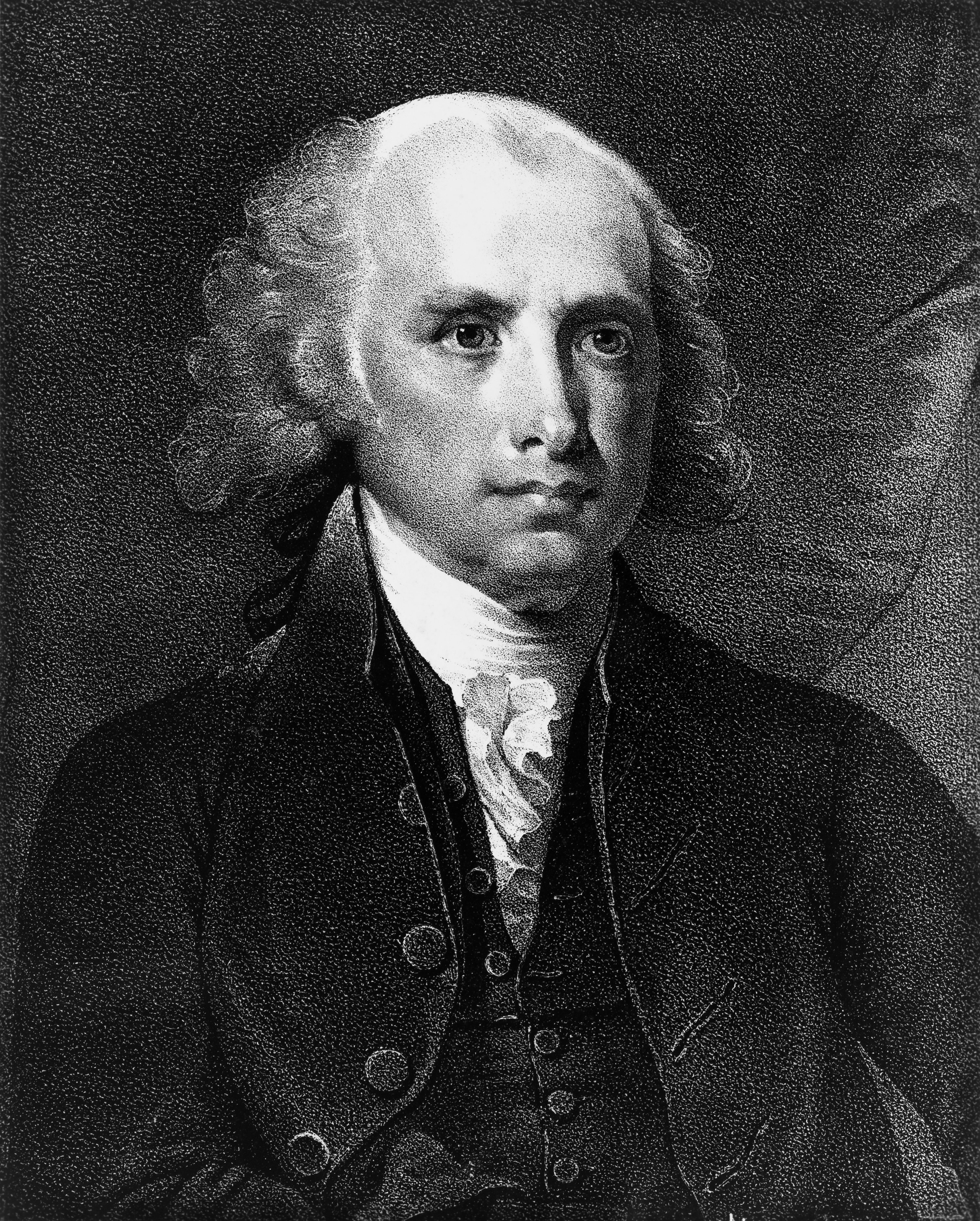
James Madison – „ojciec Konstytucji”

### Początek Konwencji
Konwencja została zwołana do Filadelfii i rozpoczęła się 25 maja 1787 roku. Wielu spośród Ojców założycieli, takich jak Thomas Jefferson, John Adams czy John Jay nie wzięło w niej udziału, ponieważ byli wówczas posłami amerykańskimi w Europie. Obecni delegaci zebrali się w Independence Hall, które było siedzibą legislatury Pensylwanii. W obawie przed naciskami z zewnątrz i możliwym zerwaniu rokowań, obrady Konwencji zostały utajnione.
Już na samym początku obrad uzgodniono, że dotychczasowe Artykuły Konfederacji są zbyt słabą formułą i wprowadzenie uzupełnień nie poprawi sytuacji. Delegaci zgadzali się co do ogólnych założeń mówiących o potrzebie napisania nowego dokumentu i stworzeniu nowego ustroju. Zakładał on monteskiuszowski trójpodział władz (legislatywa, egzekutywa, judykatywa) z silnym rządem federalnym.

### Plan Wirginii

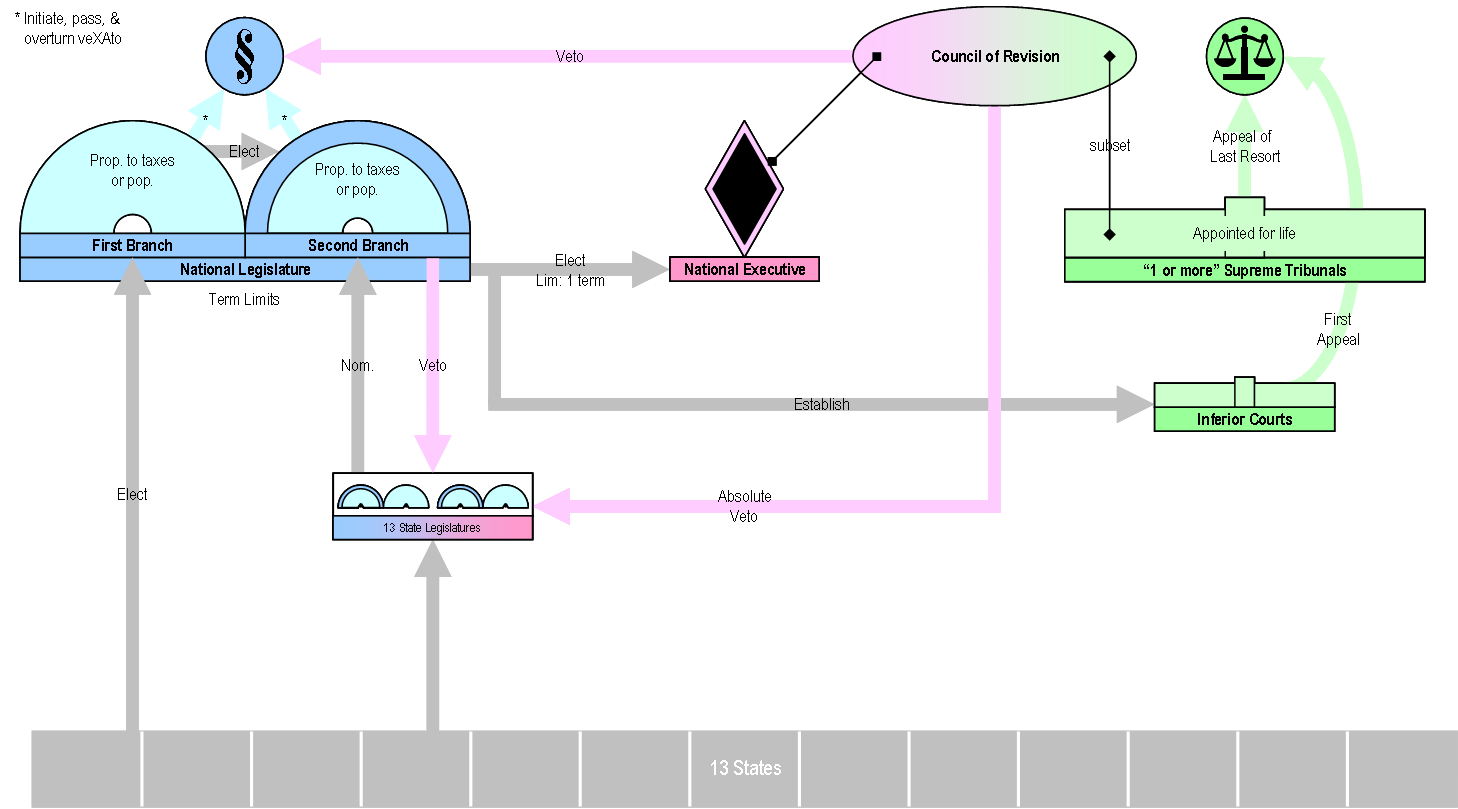
Plan Wirginii

Propozycję Wirginii, której autorem był James Madison, wystosował 30 maja Edmond Randolph. W planie tym uwzględnione zostały wstępne ustalenia i zawarto propozycję by przestać traktować Zjednoczone Kolonie jako osobne państwa ale jako jedno, podporządkowane rządowi centralnemu. Dodatkowo, zakładał ordynację proporcjonalną w obu izbach Kongresu (każdy stan miał mieć liczbę reprezentantów adekwatną do liczby ludności). Mniejsze stany, na czele z New Jersey kategorycznie odmówiły podpisania takiej klauzuli i 11 czerwca nastąpił rozłam w obradach Konwencji. Po pięciu tygodniach intensywnych obrad, przegłosowano ordynację proporcjonalną w wyborach do Izby Reprezentantów. Odrzucono natomiast sposób wyborów do Senatu (dzięki wsparciu stanu Nowy Jork), stosunkiem głosów 5:6.

### Rezolucja New Jersey

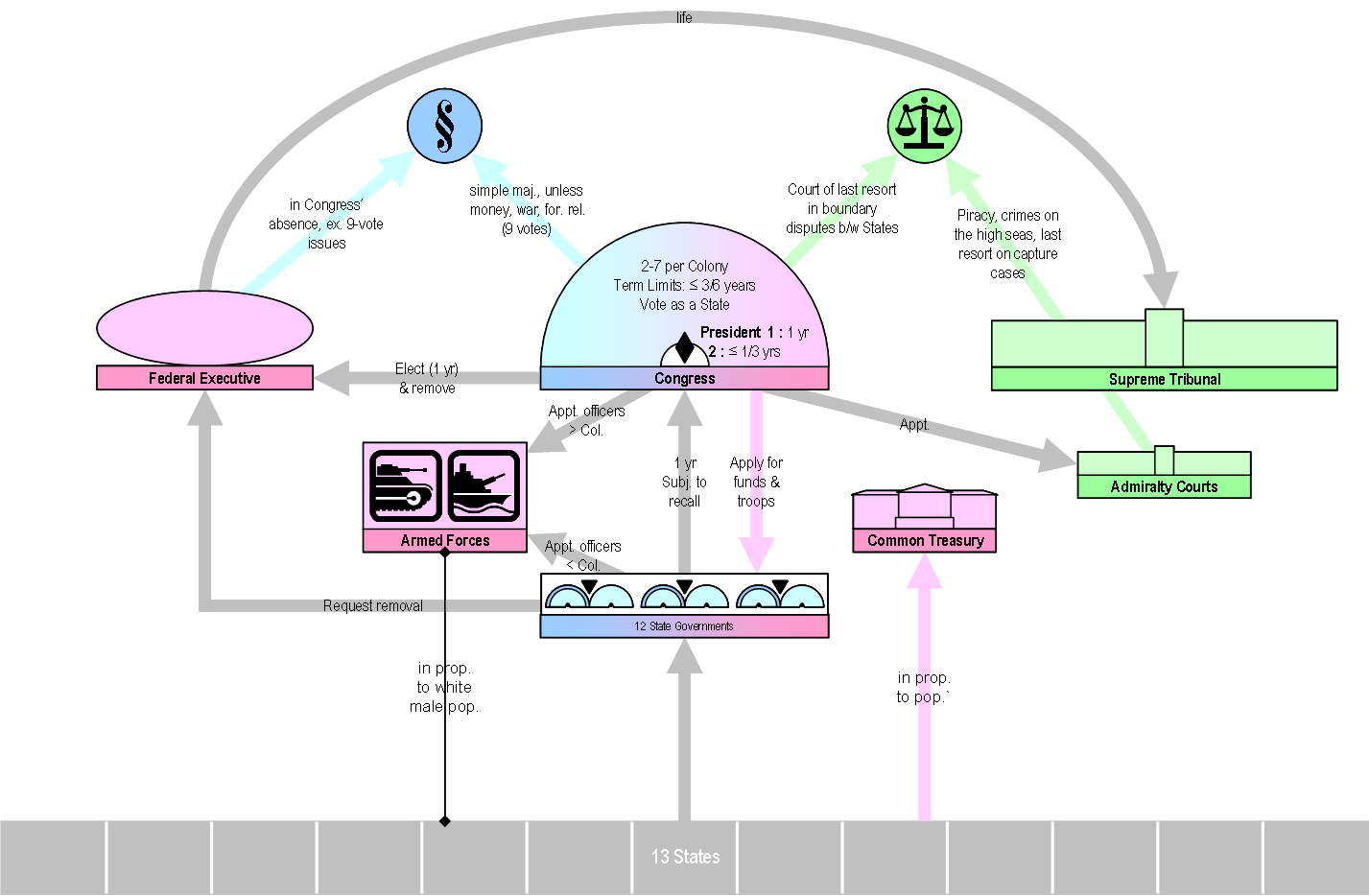
Plan New Jersey

15 czerwca William Paterson w imieniu mniejszych stanów, przedstawił nową propozycję. Jego plan po części był zbieżny z planem Madisona, jednak w obawie przed dominacją większych stanów w Kongresie, Paterson sformułował postulat, według którego miałby powstać jednoizbowy parlament, wybierany na zasadzie ordynacji jednomandatowej (jeden stan ma jednego przedstawiciela}. Wnioskodawcy zdawali sobie sprawę, że plan ten nie miał szans na akceptację i został zgłoszony tylko po to by podkreślić sprzeciw wobec planu Wirginii i służyć jako pozycja wyjściowa do negocjacji. Cztery dni później, plan Wirginii został poparty przez 7 stanów, wobec 3 przeciwnych. Pod koniec czerwca głosowano ws. wyborów do Izby Reprezentantów i uzyskano wynik 6:4 za uchwaleniem (przy podzielonym głosie stanu Maryland).

### Kompromis Connecticut
Wobec impasu jaki powstał, 16 lipca stan Connecticut zaproponował rozwiązanie pośrednie zwane także „Wielkim Kompromisem”. Autorem tej propozycji był Roger Sherman. Zakładała ona dwuizbowy parlament, złożony z Izby Reprezentantów i Senatu. Do izby niższej miały obowiązywać wybory oparte na ordynacji proporcjonalnej, natomiast do izby wyższej – na ordynacji jednomandatowej. Kompromis Connecticut został przegłosowany stosunkiem głosów 5:4 przy podzielonym głosie stanu Massachusetts. Propozycję poparły: Connecticut, Delaware, Karolina Północna, Maryland i New Jersey; przeciwni byli Georgia, Karolina Południowa, Pensylwania i Wirginia, natomiast reprezentanci Nowego Jorku i New Hampshire byli nieobecni.

### Kwestia niewolnictwa
Pomimo uzgodnienia sposobu wyboru do izby niższej, w sierpniu powstał problem uwzględniania niewolników w szacowaniu liczby ludności danego stanu (zarówno przy wyborach, jak również przy opodatkowaniu). W obawie przed gwałtownym umocnieniem Południa i Zachodu, reprezentanci stanów północno-wschodnich sprzeciwili się wliczaniu liczby niewolników, zaznaczając że nie mają oni praw obywatelskich. Dodatkowy sprzeciw wzbudziły żądania stanów południowych, by zakazać opodatkowania handlu niewolnikami, znieść cła eksportowe, a wszelkie ustawy gospodarcze przegłosowywać większością 2/3 głosów. Ne czele protestów stanów Północy stanęli Gouverneur Morris i Rufus King.
W drugiej połowie miesiąca stany Connecticut i Massachusetts poparły postulat zniesienia cła eksportowego. 24 sierpnia zawarto porozumienie pomiędzy stanami południowymi a północnymi, które opierało się na zniesieniu spornego podatku i zakazu ingerencji w handel niewolnikami do 1800 roku, a także rezygnacji z większości 2/3 przy głosowaniu ustaw gospodarczych. Dzień później przedłużono okres nieingerencji w handel niewolnikami do 1808 roku. W sprawie liczebności stanów, podjęto uchwałę, według której Indianie nie będą brani pod uwagę, gdyż nie płacą podatków, natomiast wszyscy służący przypisani oraz 3/5 niewolników zostanie doliczonych do liczby ludności.

## Ratyfikacja

Zapis głosowań delegatów Konwencji

Prace komisji merytorycznych zakończyły się 8 września, kiedy to przekazano projekt Konstytucji do opracowania stylistycznego. 17 września Konstytucja została podpisana przez 39, z 42 obecnych delegatów. Podpisu nie złożyli Edmond Randolph, Elbridge Gerry i George Mason. Następnie projekt został przesłany Kongresowi Konfederacyjnemu, który miał go ratyfikować poprzez aprobatę dziewięciu stanów. Aby wyjaśnić opinii publicznej istotę Konstytucji, James Madison, John Jay i Alexander Hamilton publikowali w prasie nowojorskiej serię artykułów zatytułowaną „Federalista”. Dzięki temu, pomiędzy 7 grudnia 1787 a 6 lutego 1788 stany Delaware, New Jersey, Massachusetts, Georgia, Connecticut i Pensylwania zaakceptowały dokument. W kwietniu i maju ratyfikacji dokonały także Maryland i Karolina Południowa. W czerwcu do stanów aprobujących Konstytucję dołączyły New Hampshire i Wirginia, a w lipcu zaakceptował ją Nowy Jork. Jedynie Karolina Północna odrzuciła dokument, a Rhode Island nawet nie zwołał konwencji stanowej w tej sprawie.